# Oertiterstof
Een oertiterstof (soms ook standaardtiterstof) is in de analytische chemie een verbinding die makkelijk in zeer zuivere vorm te verkrijgen is en gebruikt kan worden om de concentratie van een titrant mee te bepalen. Dit soort bepalingen wordt sterktebepaling (vroeger: "titerstelling") genoemd. Omdat er in de chemie maar een beperkt aantal basisreacties voorkomt, is het aantal titranten beperkt. Om dezelfde reden kan met een klein aantal oertiterstoffen volstaan worden.
De belangrijkste eisen aan een oertiterstof zijn dat ze in zuivere vorm (minimaal 99,9 %) te verkrijgen moet zijn, dat ze niet noemenswaardig reageert met componenten uit de omgeving (waterdamp, kooldioxide e.d.) en dat ze een grote molaire massa moet hebben. Wat dat laatste betreft: hoe groter de molaire massa van een stof is, des te meer ervan moet worden afgewogen om met de afgewogen hoeveelheid van de titrant te reageren. Omdat de afweegfout telkens even groot is (ongeveer 0,1 mg) is de relatieve fout bij het afwegen dan klein.

## Veelgebruikte oertiterstoffen
| Stofnaam                             | Type titratie                                | Titrant    | Molaire massa (g/mol) |
| ------------------------------------ | -------------------------------------------- | ---------- | --------------------- |
| arseen(III)oxide                     | Redoxtitratie                                | KMnO4      | 197,8                 |
| benzoëzuur                           | Zuur-basetitratie                            | basen      | 122,13                |
| borax                                | Zuur-basetitratie                            | NaOH, KOH  | 381,38                |
| calciumcarbonaat                     | Complexometrische titratie Zuur-basetitratie | EDTA zuren | 100,1                 |
| kaliumdichromaat                     | Redoxtitratie                                | Na2S2O3    | 294,2                 |
| kaliumhexacyanoferraat(II)trihydraat | Redoxtitratie                                | KMnO4      | 422,4                 |
| kaliumwaterstofftalaat               | Zuur-basetitratie                            | NaOH, KOH  | 204,22                |
| natriumchloride                      | Argentometrische titratie                    | AgNO3      | 58,44                 |
| oxaalzuur dihydraat                  | Zuur-basetitratie                            | NaOH, KOH  | 126                   |
| oxaalzuur dihydraat                  | Redoxtitratie                                | KMnO4      | 126                   |
| zilver                               | Argentometrische titratie                    | NaCl       | 107,87                |
| zinkoxide                            | Complexometrische titratie                   | EDTA       | 81,39                 |